# Braumanufaktur Potsdam

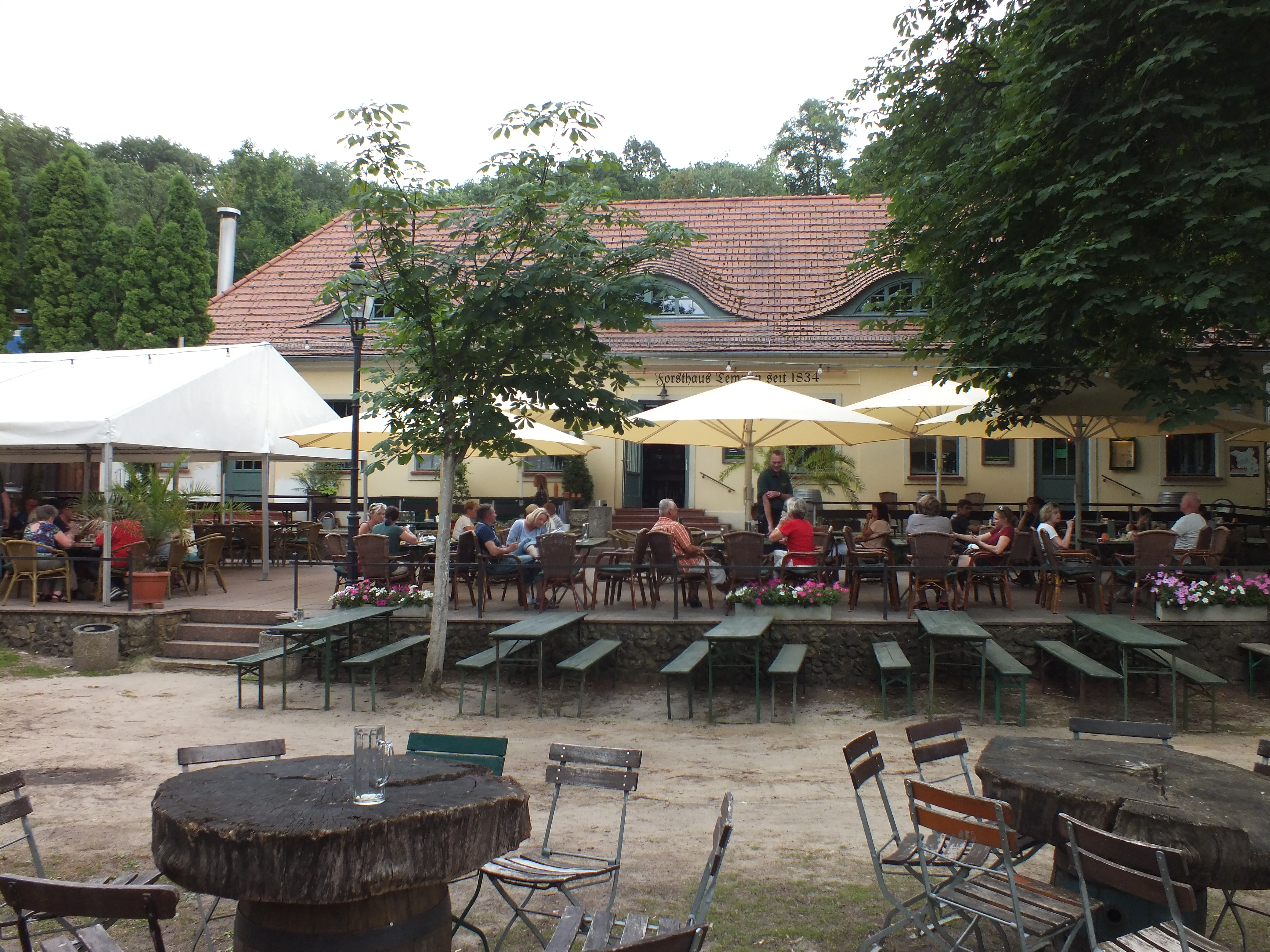
Ansicht von Norden: Sommergarten und dahinter das historische Gebäude

Die Braumanufaktur Potsdam, Forsthaus Templin ist ein historisches Gebäudeensemble im Potsdamer Ortsteil Templin in der Nähe des Templiner Sees. 1834 ergänzte ein Ausflugslokal das vorherige Anwesen. Der Namenszusatz Forsthaus verweist auf ein gegenüber vorhandenes Gebäude.

## Geschichte
1756 erwarb Christoph Andreas Martin(i), Hersteller und Lieferant von Barchent und Kanevas, einen Bleichplatz in der Königlichen Heide bei Caputh am Ufer der Havel. Das Anwesen samt dem dazu gebauten größeren Wohnhaus und zwei Leineweberhäusern hieß bald „Martinis Bleiche“. Der Fabrikant erweiterte seine Fläche bis 1773 bis hinunter an das Wasser, dessen Uferbereich hier ein Horn bildete (Templin genannt) und als Bleichfläche besonders gut geeignet war. Außerdem pflanzte er ab 1764 Nuss- und Maulbeerbäume und legte einen Garten mit Gemüse, Obst und Blumen an.
Martinis Anwesen ging 1780 in den Besitz der Tochter und ihres Ehemanns Johann Christoph Brand über. Dieser war Barchentmachermeister und fertigte hier bis 1796 weiterhin entsprechende Tuche. Dann erwarb der Marquis de Moustier, Glaubensflüchtling und ehemaliger französischer Gesandter in Berlin, die Immobilie samt weiterer Flächen, ließ sie jedoch unbenutzt und verkaufte sie bereits 1797 an den Geistlichen (Kanonikus) Arnold Diedrich Tamm. Tamm reparierte alle Bauten und ließ sie zu einem Herrensitz aufwerten. Er betrieb nun auf 60 Morgen Holzwirtschaft, die sich aber bald nicht mehr rentierte. Mittels Zwangsversteigerung wurde zunächst (1814) Kaufmann Schulze aus Potsdam Besitzer, bald (1815) folgte ihm jedoch der Nachbieter Kaufmann Karl Ludwig Krüger aus Berlin. Eine echte Nutzung erfolgte nun aber wieder nicht, so dass Krüger 1819 das Anwesen („Luxusgütchen“) für 7500 Taler an den Generalleutnant Friedrich Adolf Ludwig von Bismarck weiterverkaufte. Danach gingen weitere Besitzwechsel vonstatten:
- 1832 Partikulier Ferdinand Schulenburg,
- 1834 Kaufmann Eduard Reinhardt, der Teile der Bauten erstmals als Gastwirtschaft betrieb, damals Tabagie genannt,
- 1837 Emilie Henriette Reinhard ersteigerte das Anwesen,
- 1841 Amtmann Haupt pachtete die Tabagie und betrieb sie weiter.[1]

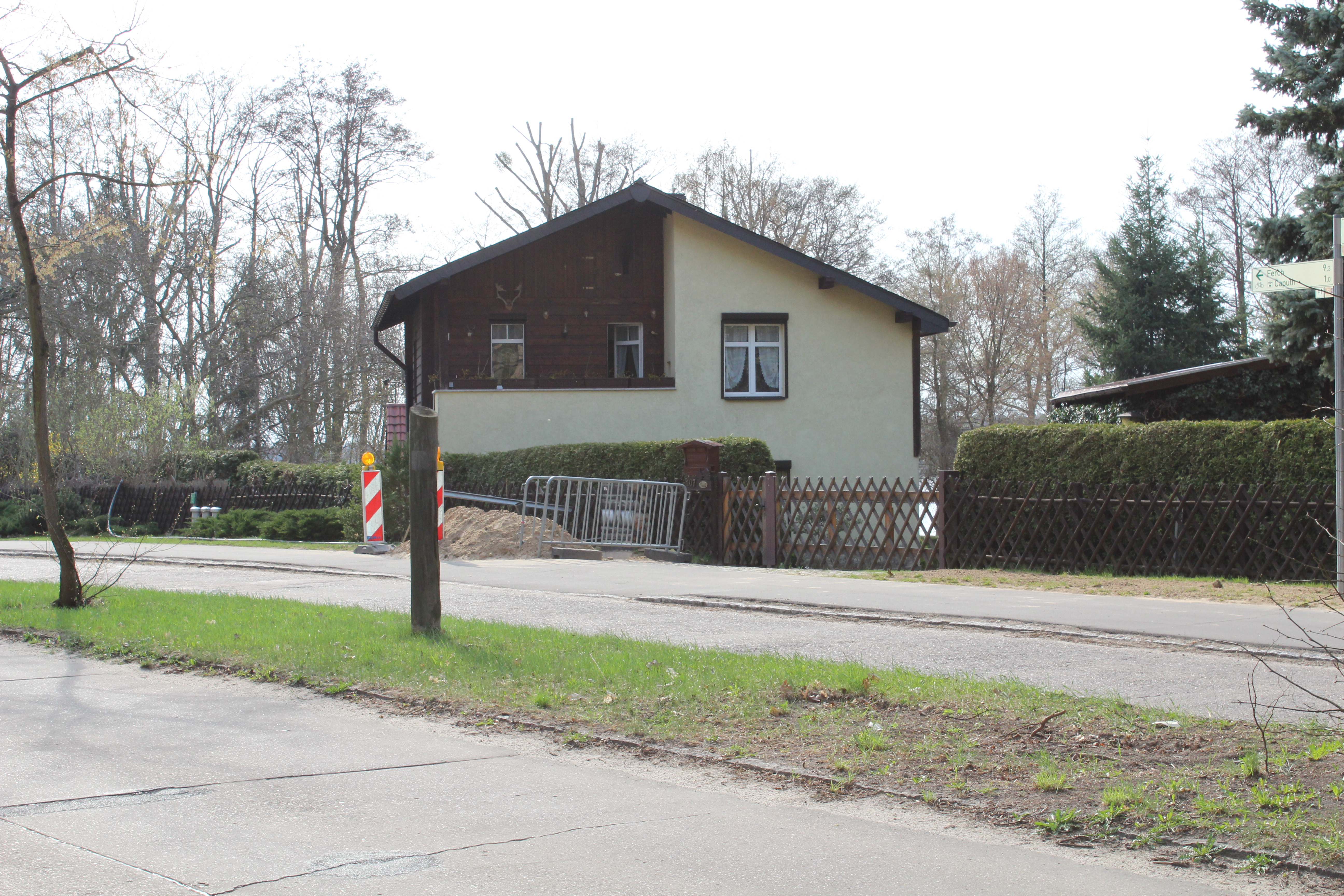
In den 1840er Jahren erbautes Forsthaus an der Templiner Straße

Bereits in den 1840er Jahren gab es wiederum Eigentümerwechsel, doch aus den Verträgen entstand dem preußischen Staat ein Vorkaufsrecht, der 1842 davon Gebrauch machte. 1846 brannten das ehemalige Tammsche Wohnhaus (Herrenhaus) und die Stallgebäude ab. Der preußische König persönlich verfügte, dass hier ein kleines Bayrisches Häuschen gebaut werden solle, was aber so nicht realisiert wurde. Dafür entstand ein Forsthaus, in welches königliche Forstbeamte einzogen. Wiederaufbaupläne des Herrenhauses kamen wegen der 1848er Revolution nicht zur Ausführung. Die Förster betrieben die Gebäude als Ausflugslokal weiter, deren Gründung somit auf die Tabagie von 1834 zurückgeht.

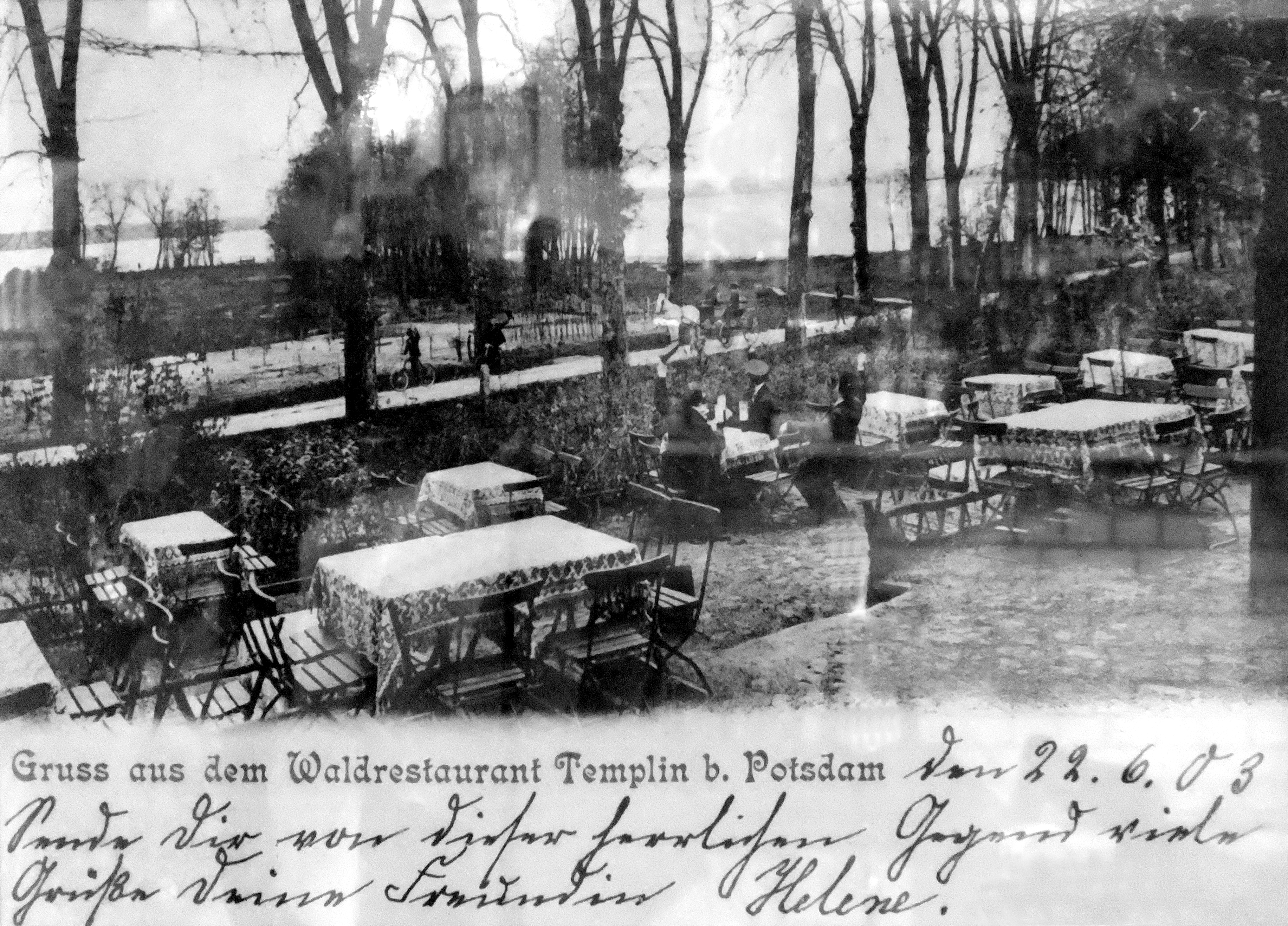
Historische Ansichtskarte vom Beginn des 20. Jahrhunderts mit dem Forsthaus Templin

Durch Straßenbauarbeiten (1849, 1958) wurde das Gasthaus besser erreichbar.
In den 1930er bis zu den 1940er Jahren erlebte das Gasthaus Templin einen großen Aufschwung. Rund 4000 Sitzplätze samt Biergarten lockten Besucher vor allem im Sommer hierher. Zusätzlich steuerten Potsdamer und Berliner Ausflugsschiffe die Gaststätte an, für die es drei Dampferanlegeplätze und neun Stege für private Bootsbesitzer gab. Ein Strandrestaurant versorgte die Badelustigen unmittelbar an der Wasserfront.
Nach dem Zweiten Weltkrieg fiel die Immobilie an den Staat und das Ausflugswesen begann von neuem, in der DDR-Zeit kamen wieder zahlreiche Besucher. Zur schnelleren Versorgung ließ der Betreiber, die damalige HO die Versorgung für die HOG Forsthaus Templin auf Selbstbedienung umstellen.
Am Ufer des Sees entstand 1959 durch Aufschüttung feinsten Sandes das Strandbad Templin, was dem Restaurant noch mehr Besucher bescherte.
Für Filmaufnahmen ließ die DEFA 1967 den Gaststättenbereich durch Architekten und Handwerker umbauen.
Mit der Wende ging das Forsthaus Templin wegen Auflösung der HO in den Immobilienfonds der Treuhandanstalt. 1990 fand sich ein privater Pächter, der jedoch kaum Erhaltungsmaßnahmen durchführte und wieder aufgab. Zwischen 1997 und 2002 stand das Anwesen leer.

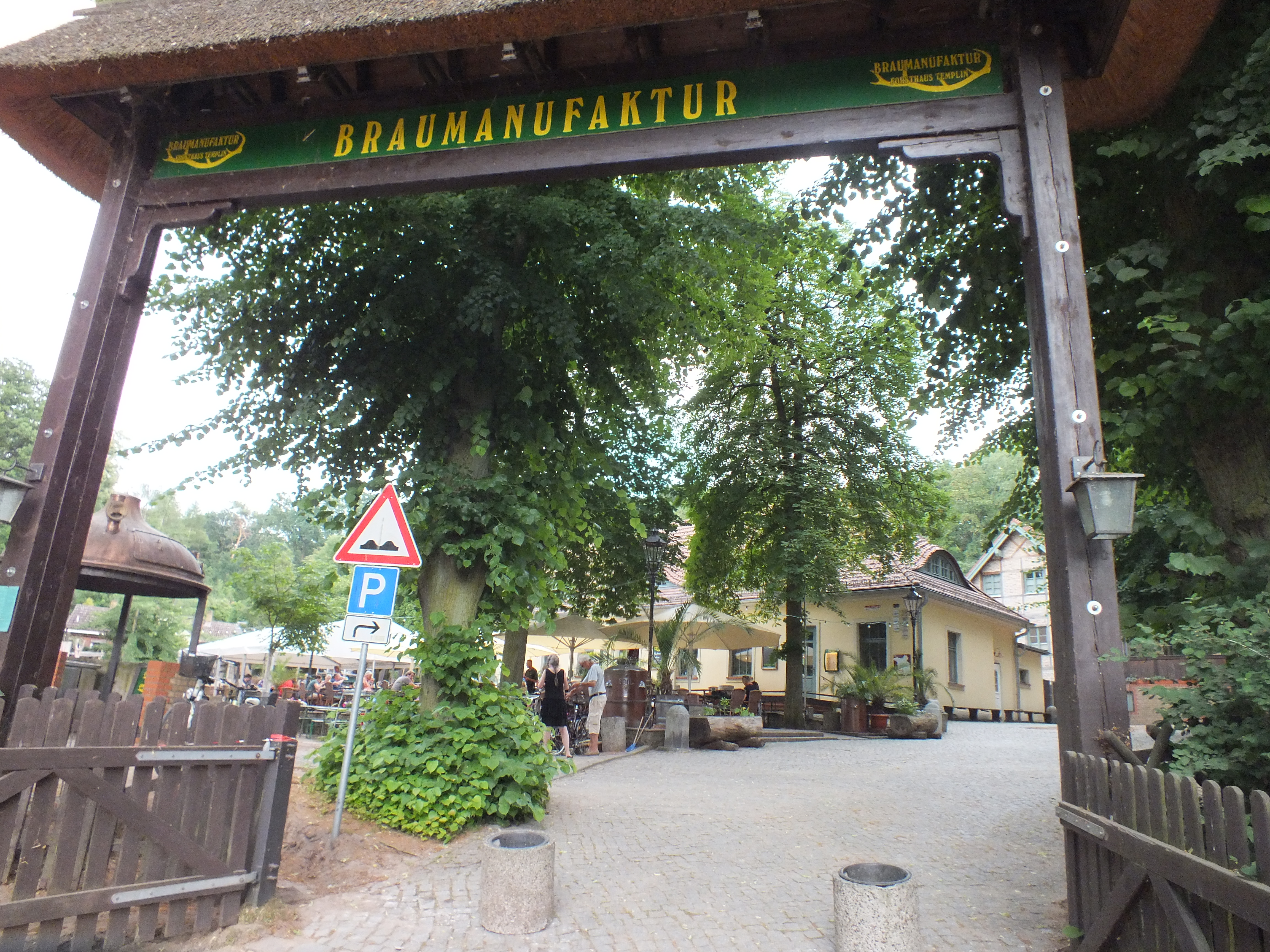
Eingangs-Torbogen

2002 kauften die Diplom-Braumeister Thomas Kirchhoff und Jörg Köhler das gesamte Gebäudeensemble und einen Teil der Flächen. Sie ließen alles renovieren und umbauen und eröffneten das Restaurant am 6. Dezember 2003 als Gasthausbrauerei.

## Beschreibung

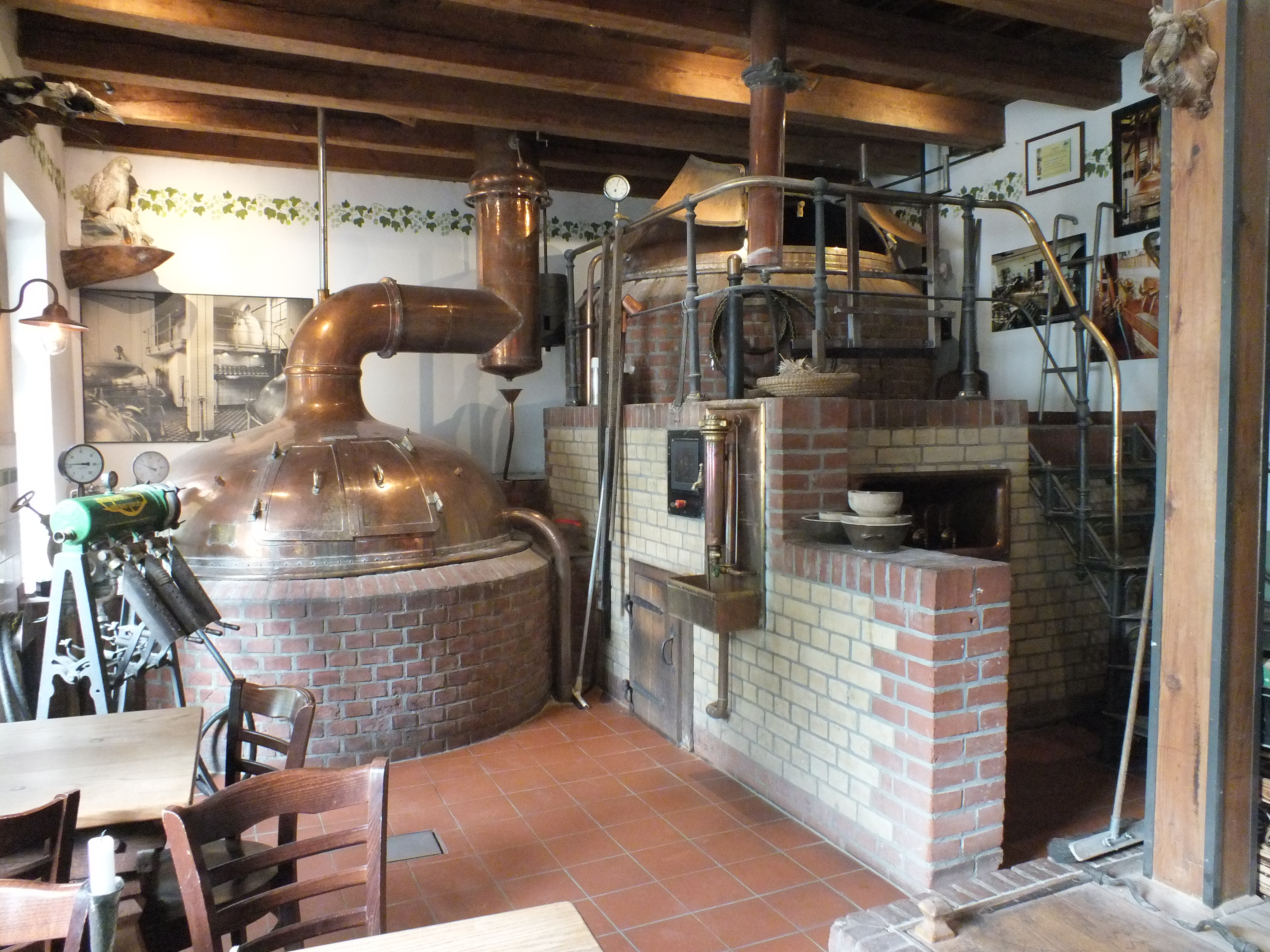
Braubereich

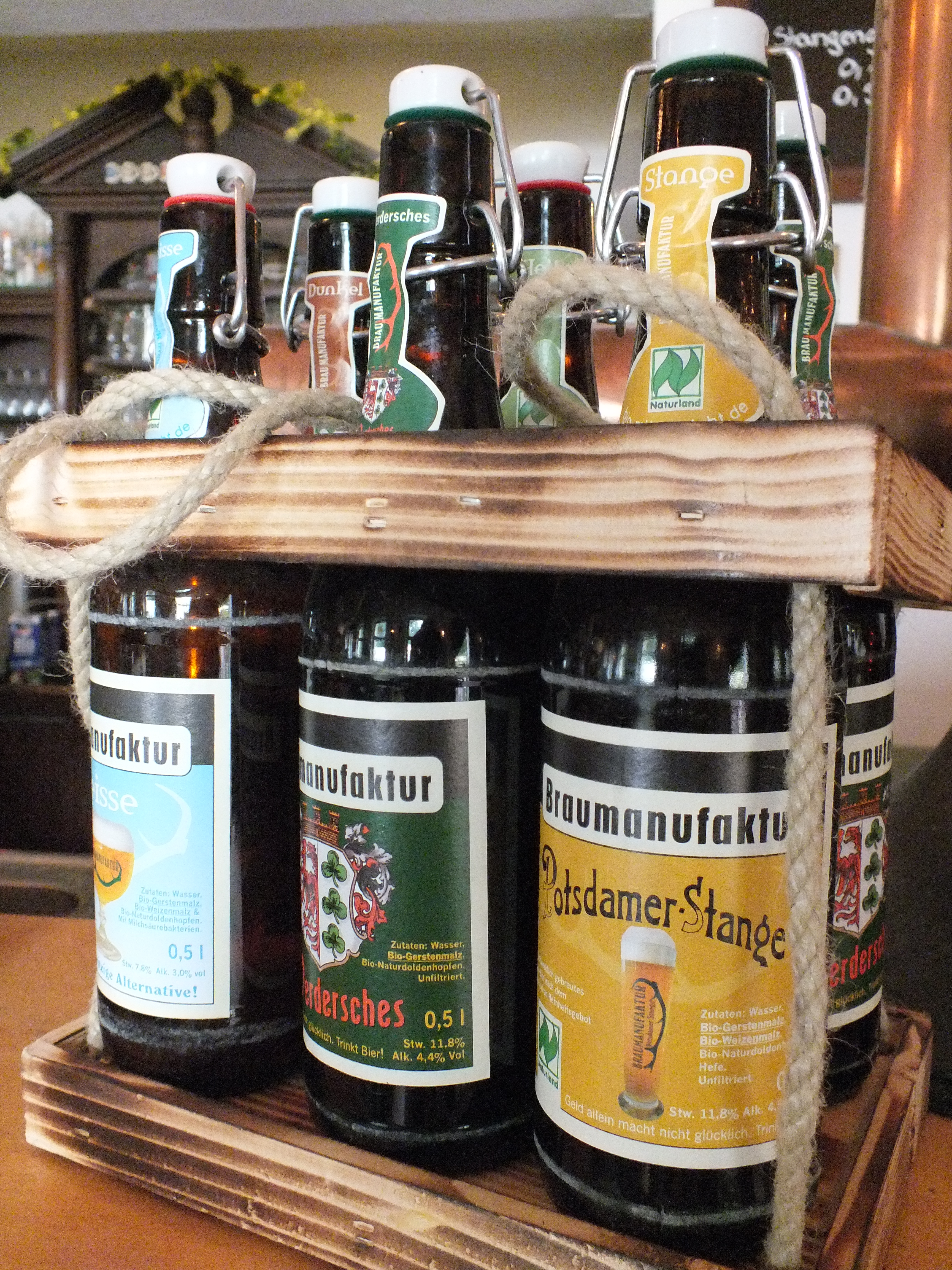
Produktauswahl

Es gibt einen Gastraum mit ausgestellten historischen Bierflaschen mit 100 Plätzen und zwei separate Räume in der oberen Etage. Außen ist ein Biergarten. Im Gastraum befindet sich das kupferne Braugerät, an den Seiten der Freifläche des Biergartens stehen zwei Biertanks.
Die Braumanufaktur erzeugt vor allem regionale alte Biersorten wie Potsdamer Stange, das Werdersche Bier, Potsdamer Weisse sowie Bierbrand, Bierlikör und Treberbrot.
Kulturelle Angebote sind ein Streichelzoo, einmal wöchentlich kostenlose Brauereiführungen sowie die Organisation von Festen und Musikveranstaltungen. Gelegentlich finden auch Ausstellungen in den Räumen statt.
Die Einrichtung erhielt seit 2005 bereits mehrfach das Siegel Potsdamer Gastlichkeit und im Jahr 2009 auch einen Designpreis.